# Odnos organizma i spoljašnje sredine
Odnos organizma i životne sredine podrazumeva odnos koji postoji između svake jedinke i njenog staništa. Svako živo biće je neraskidivo povezano sa sredinom koju naseljava, staništem, pošto iz sredine uzima sve resurse potrebne za život (hranjive materije, vodu, kiseonik...), a u sredinu oslobađa nepotrebne i štetne materije. Spoljašnja sredina se neprekidno menja i životinje na te promene reaguju ili tako što napuštaju stanište ili ostaju na staništu i prilagođavaju se promenama. Životinje koje ostaju na staništu i prilagođavaju se dele se na konformiste i regulatore.

## Konformisti
Konformisti su životinje kod kojih se parametri unutrašnje sredine menjaju paralelno sa promenama u spoljašnjoj sredini. Na osnovu toga, koji parametar unutrašnje sredine se menja konformisti mogu biti: termokonformisti – telesna temperatura se menja sa promenom spoljašnje temperature (ovde spadaju sve životinje, osim ptica i sisara), osmokonformisti – menja se koncentracija telesnih tečnosti (osmotski pritisak) sa promenom spoljašnje koncentracije (morski beskičmenjaci), uporedo sa promenom koncentracije može da se menja i zapremina tela – volumenokonformisti, oksikonformisti – menja se koncentracija kiseonika sa promenom koncentracije u spoljašnjoj sredini.

### Termokonformisti
Konformisti su razvili različite aktivnosti kojim se prilagođavaju promenama sredine. Gušteri nemaju stalnu telesnu temperaturu, zbog toga se „sunčaju“ kada je spoljašnja temperatura niska, kako bi povećali svoju telesnu temperaturu i na taj način obezbedili normalno odvijanje metaboličkih procesa i ostalih funkcija. Takođe, kada je spoljašnja temperatura visoka gušteri se sklanjaju u senku i tako sprečavaju pregrevanje organizma. 

### Osmokonformisti
Koncentracija unutrašnje sredine – osmotski pritisak morskih beskičmenjaka (npr. morske zvezde) ima približno istu vrednost kao i sredina tj. morska voda. I jedna i druga sadrže značajnu količinu rastvorenih osmotski aktivnih materija, tj. imaju visoke koncentracije. Sa promenom koncentracije vode u kojoj žive kod ovih organizama se menja i osmotski pritisak unutrašnje sredine. Zbog toga ove životinje mogu živeti samo na mestima gde je koncentracija okolne vode približna njihovoj unutrašnjoj koncentraciji. U slučaju da dospeju u razblaženu morsku vodu suočiće se sa problemom preteranog ulaska vode u telo i gubitka soli tj. osmotski aktivnih materija (jer se teži da se ujednači koncentracije unutrašnje i spoljašnje sredine). Istovremeno, kako voda ulazi u telo menja se i njegova zapremina, tako da su ovi organizmi i volumenokonformisti. Ovakva situacija neminovno dovodi do smrti organizma.

### Oksikonformisti
Neke vrste crva imaju mogućnost da opstanu u uslovima značajne promene koncentracije kiseonika u sredini, jer metaboličke procese prilagođavaju količini kiseonika, zbog toga su oni osmokonformisti.

## Regulatori
Regulatori su životinje kod kojih se unutrašnja sredina ne menja sa promenom spoljašnje sredine, jer oni imaju razvijene regulatorne mehanizme koji neutrališu promene i unutrašnja sredna ostaje nepromenjena. Regulatori mogu biti: termoregulatori – telesna temperatura je stalna (ptice i sisari), osmoregulatori – stalna je koncentracija telesnih tečnosti, oksiregulatori – stalna koncentracija kiseonika. 

### Termoregulatori
Termoregulatori imaju razvijene mehanizme kojima registruju promene telesne temperature i u skladu sa time aktiviraju određeni proces. Ako dođe do povećanja telesne temperature znojne žlezde ubrzavaju svoj rad, krvni sudovi u koži se šire i na taj način organizma se oslobađa viška toplote. U slučaju da telesna temperature počne da opada aktiviraju se katabolički procesi u kojima se prilikom razlaganja organskih molekula oslobađa i toplotna energija koja se koristi za zagrevanje tela.

### Osmoregulatori
Osmoregulatori održavaju stalni osmotski pritisak telesnih tečnosti zahvaljujući radu, pre svega, organa za izlučivanje. Građa i funkcija ovih organa prilagođena je sredini u kojoj organizam živi. Morski organizmi imaju razvijene mehanizme kojima se rešavaju viška soli koji dospe u organizam zajedno sa vodom, dok vodu zadržavaju. Slatkovodni organizmi rešavaju suprotan problem, oni moraju da se oslobode velike količine vode, a da zadrže soli u organizmu. Organi za izlučivanje kopnenih organizama omogućavaju očuvanje i vode i soli koje su unete hranom.

### Oksiregulatori
Oksiregulatori imaju razvijene mehanizme kojima održavaju stalnu koncentraciju kiseonika u organizmu. 

### Homeostaza
Kod regulatora, stalnost unutrašnje sredine ili njena promenjivost u uskim granicama naziva se homeostaza. Homeostaza se održava zahvaljujući delovanju nervnog i endokrinog sistema, postojanjem posebnih bioloških kontrolnih sistema, koji deluju po principu povratne sprege, odnosno krajnji proizvod kontroliše proces svog nastanka. Ovi sistemi neprekidno nadgledaju stanje unutrašnje sredine, registruju promene i aktiviraju odgovarajući mehanizam koji će tu promenu neutralisati. Povratna sprega može biti pozitivna – kada krajnji proizvod ubrzava proces svog nastanka, ili negativna – kada krajnji proizvod usporava proces svog nastanka.

## Spoljašnje veze
Biologija ZTŠ